# یلنا ویالبه
یلنا ویالبه (روسی: Елена Валерьевна Вяльбе (Трубицына)؛ زادهٔ ۲۰ آوریل ۱۹۶۸) اسکی‌باز صحرانوردی اهل روسیه است.
وی در مسابقات کشوری و بین‌المللی در مجموع برندهٔ ۱۷ مدال طلا، ۳ مدال نقره، ۴ مدال برنز شده‌است.